# Xylocopa tumida
Xylocopa tumida là một loài Hymenoptera trong họ Apidae. Loài này được Friese mô tả khoa học năm 1903.